# Wilbur Soot
Will Gold (sinh ngày 14 tháng 9 năm 1996), còn được gọi là Wilbur Soot, là một nghệ sĩ, YouTuber và streamer người Anh. Gold tạo kênh Wilbur Soot vào tháng 3 năm 2019. Anh ra mắt đĩa đơn của mình, "The 'Nice Guy' Ballad" vào tháng 1 năm 2018. Đĩa đơn thứ 6 của anh, "Your New Boyfriend", được hạng 65 trên UK Singles Chart vào đỉnh điểm. Anh cũng là một thành viên của ban nhạc indie rock Lovejoy.

## Sự nghiệp YouTube
Anh được biết đến vì là một editor cho SootHouse, một nhóm các YouTuber được thành laapk bởi anh và bạn bè. Kênh chủ yếu bao gồm các thành viên của nhóm thảo luận về meme, life hack và các chủ đề khác.
Gold tạo kênh của mình, Wilbur Soot vào ngày 29 tháng 3 năm 2019. Kênh có nội dung nói về trò chơi điện tử, bao gồm Minecraft. Anh cũng livestream trên Twitch, nơi mà anh có hơn 4,6 triệu người theo dõi tính đến tháng 7 năm 2022.

## Tiểu sử
Anh có hen phế quản, chứng nghi bệnh, and suy tuyến giáp trạng với hai chứng từng bị mắc bệnh được đề cập đến trong EP Your City Gave Me Asthma. Anh ủng hộ Brighton & Hove Albion F.C.. Anh có học vấn tại một trường đại học ở London từ 2017-2020.
Anh hiện tại sống ở Brighton và Hove từ năm 2020.

## Đĩa đơn

### Nghệ sĩ

#### Bài hát kéo dài
| Tiêu đề                  | Chi tiết                                                              | Xếp hạng cao nhất |
| Tiêu đề                  | Chi tiết                                                              | LIT               |
| ------------------------ | --------------------------------------------------------------------- | ----------------- |
| Maybe I Was Boring       | - Ra mắt: 25 tháng 12 năm 2019 - Định dạng: Tải nhạc, phát trực tuyến | —                 |
| Your City Gave Me Asthma | - Ra mắt: 25 tháng 6 năm 2020 - Định dạng: Tải nhạc, phát trực tuyến  | 31                |

#### Đĩa đơn
| Tiêu đề                                   | Năm  | Xếp hạng cao nhất | Xếp hạng cao nhất | Xếp hạng cao nhất | Xếp hạng cao nhất | Chứng chỉ    | Album                     |
| Tiêu đề                                   | Năm  | UK                | UK Indie          | IRE               | LIT               | Chứng chỉ    | Album                     |
| ----------------------------------------- | ---- | ----------------- | ----------------- | ----------------- | ----------------- | ------------ | ------------------------- |
| "The 'Nice Guy' Ballad"                   | 2018 | —                 | —                 | —                 | —                 |              | Đĩa đơn không thuộc album |
| "I Am Very Smart"                         | 2019 | —                 | —                 | —                 | —                 |              | Đĩa đơn không thuộc album |
| "Maybe I Was Boring"                      | 2019 | —                 | —                 | —                 | —                 |              | Maybe I Was Boring        |
| "Karen, Please Come Back I Miss the Kids" | 2019 | —                 | —                 | —                 | —                 |              | Đĩa đơn không thuộc album |
| "I'm in Love with an E-Girl"              | 2020 | —                 | —                 | —                 | —                 |              | Đĩa đơn không thuộc album |
| "Internet Ruined Me"                      | 2020 | —                 | —                 | —                 | —                 |              | Đĩa đơn không thuộc album |
| "Your New Boyfriend"                      | 2020 | 65                | 10                | 100               | 93                | - RIAA: Vàng | Đĩa đơn không thuộc album |

### Thuộc Lovejoy

#### Bài hát được kéo dài
| Tiêu đề          | Chi tiết                                                                                  | Xếp hạng cao nhất | Xếp hạng cao nhất | Xếp hạng cao nhất | Xếp hạng cao nhất | Xếp hạng cao nhất | Xếp hạng cao nhất | Xếp hạng cao nhất | Xếp hạng cao nhất | Xếp hạng cao nhất | Xếp hạng cao nhất |
| Tiêu đề          | Chi tiết                                                                                  | UK                | CAN               | FIN               | IRE               | LIT               | NLD               | NOR               | NZ                | SWE               | US                |
| ---------------- | ----------------------------------------------------------------------------------------- | ----------------- | ----------------- | ----------------- | ----------------- | ----------------- | ----------------- | ----------------- | ----------------- | ----------------- | ----------------- |
| Are You Alright? | - Ra mắt: 8 tháng 5 năm 2021 - Thời lượng: 12:07 - Định dạng: Tải nhạc, phát trực tuyến   | —                 | —                 | —                 | —                 | —                 | —                 | —                 | —                 | —                 | —                 |
| Pebble Brain     | - Ra mắt: 14 tháng 10 năm 2021 - Thời lượng: 22:58 - Định dạng: Tải nhạc, phát trực tuyến | 12                | 41                | 21                | 14                | 3                 | 35                | 32                | 11                | 24                | 128               |

#### Đĩa đơn
| Tiêu đề                                    | Năm  | Xếp hạng cao nhất | Album                     |
| Tiêu đề                                    | Năm  | NZ Hot            | Album                     |
| ------------------------------------------ | ---- | ----------------- | ------------------------- |
| "Knee Deep at ATP" (cover Los Campesinos!) | 2021 | 22                | Đĩa đơn không thuộc album |

#### Các bài hát được xếp hạng khác
| Tiêu đề                                | Năm  | Xếp hạng cao nhất | Xếp hạng cao nhất | Xếp hạng cao nhất | Xếp hạng cao nhất | Xếp hạng cao nhất | Xếp hạng cao nhất | Album            |
| Tiêu đề                                | Năm  | UK                | UK Indie          | IRE               | LIT               | NZ Hot            | US Rock           | Album            |
| -------------------------------------- | ---- | ----------------- | ----------------- | ----------------- | ----------------- | ----------------- | ----------------- | ---------------- |
| "Cause for Concern"                    | 2021 | —                 | 47                | —                 | —                 | 18                | 50                | Are You Alright? |
| "One Day"                              | 2021 | 54                | 5                 | 58                | —                 | 10                | 26                | Are You Alright? |
| "Sex Sells"                            | 2021 | 93                | 18                | —                 | —                 | 14                | 35                | Are You Alright? |
| "Taunt"                                | 2021 | 75                | 12                | 91                | —                 | 13                | 31                | Are You Alright? |
| "Concrete"                             | 2021 | —                 | 27                | —                 | 99                | —                 | 35                | Pebble Brain     |
| "It's All Futile! It's All Pointless!" | 2021 | —                 | 30                | —                 | 100               | —                 | 40                | Pebble Brain     |
| "Model Buses"                          | 2021 | —                 | 28                | —                 | 91                | 17                | 36                | Pebble Brain     |
| "Oh Yeah, You Gonna Cry?"              | 2021 | 67                | 23                | 74                | 82                | 14                | 29                | Pebble Brain     |
| "Perfume"                              | 2021 | 69                | 24                | 71                | 75                | 12                | 24                | Pebble Brain     |
| "The Fall"                             | 2021 | 64                | 21                | 70                | 72                | 13                | 26                | Pebble Brain     |
| "You'll Understand When You're Older"  | 2021 | —                 | 34                | —                 | —                 | —                 | 43                | Pebble Brain     |

## Sách
- Simons, Tom; Gold, Will (2022). TommyInnit Says...The Quote Book. Quercus Publishing. ISBN 9781529427974.[31][32][33]